# Чаксинкин (муниципалитет)
Чаксинки́н (исп. Chacsinkín) — муниципалитет в Мексике, штат Юкатан, с административным центром в одноимённом городе. Численность населения, по данным переписи 2010 года, составила 2818 человек.

## Общие сведения
Название Chacsinkín с майяйского можно перевести как плантация бобовых с большими красными цветками.
Площадь муниципалитета равна 115 км², что составляет 0,29 % от общей площади штата, а наивысшая точка — 42 метра, расположена в административном центре.
Он граничит с другими муниципалитетами Юкатана: на севере с Кантамаеком, на востоке с Тахцью, на юге-востоке с Пето, на юге с Цукакабом, и на западе с Тишмеуаком.

## Учреждение и состав
Муниципалитет был образован 17 января 1918 года, в его состав входит 5 населённых пунктов:
| Код INEGI | Населённый пункт                                                                     | Численность населения (2005 год) | Численность населения (2010 год) |
| --------- | ------------------------------------------------------------------------------------ | -------------------------------- | -------------------------------- |
| 016       | Всего                                                                                | 2577                             | 2818                             |
| 0001      | Чаксинкин (исп. Chacsinkín) 20°10′21″ с. ш. 89°00′58″ з. д. (административный центр) | 2300                             | 2555                             |
| 0009      | Шбош (исп. X-Box) 20°12′14″ с. ш. 89°00′18″ з. д.                                    | 209                              | 220                              |
| 0012      | Шно-Уаяб (исп. Xno-Huayab) 20°11′12″ с. ш. 88°59′21″ з. д.                           | 33                               | 38                               |
| —         | Прочие                                                                               | 35                               | 5                                |

## Экономика
По статистическим данным 2000 года, работоспособное население занято по секторам экономики в следующих пропорциях:
- сельское хозяйство и скотоводство — 73,8 %;
- производство и строительство — 13,5 %;
- торговля, сферы услуг и туризма — 12,2 %;
- безработные — 0,5 %.

## Инфраструктура
По статистическим данным 2010 года, инфраструктура развита следующим образом:
- электрификация: 95,6 %;
- водоснабжение: 98,9 %;
- водоотведение: 64,2 %.

## Достопримечательности
В муниципалитете можно посетить храм «Сан Педро», построенный в XVII веке.